# Biodegradable Packaging for Environment
Pour les articles homonymes, voir BPE.
Biodegradable Packaging for Environment Public Co. Ltd. ou BPE ou Biochannaoy est une entreprise thaïlandaise fabricante de vaisselle jetable et conditionnements en bagasse, c’est-à-dire en fibre de pulpe de canne à sucre.  

## Historique
Fondé en janvier 2005 par le docteur Weerachat Kittirattanapaiboon, le siège social de la société est situé à Bangkok avec ses installations industrielles dans la province de Chainat (approximativement 188 km au nord de Bangkok). À ce jour, BPE est la première et la seule société en Thaïlande à avoir obtenu le BOI Privilege dans la catégorie environnementale.
la société est leader du secteur de vaisselle bio jetable en Thaïlande,,,.
Les actionnaires majeurs sont  MDS groupe (M.D. Synergy, Ltd.) , l’Agence nationale de l’innovation (ministère de la recherche scientifique et Technologique en Thaïlande) et le Bureau des Promotions de PME (Ministère de l’Industrie en Thaïlande). 
L’entreprise compte actuellement plus de 400 employés et produit plus de 200 millions d’articles par an.

## Préoccupations environnementales
L’usine de fabrication fonctionne entièrement à la vapeur d'eau. Tous les déchets issus du processus de production sont recyclés. La bagasse est un produit entièrement biodégradable en 45 jours, si les facteurs naturels sont réunis. 

## Produits
Les produits étant en bagasse, ils peuvent être congelés, et peuvent être utilisés au four classique, ou au four à micro-ondes. 
Chaque produit est UV pasteurisé, permettant d’avoir ainsi des produits sains.

## Identité
BPE est connu du grand public pour sa marque Bio, Bioware ou encore Smartware. 

## Récompenses
BPE a été récompensé à de nombreuses reprises : 
BPE a obtenu le Demark Award, le Good Design Award, et le Certificate of material excellence.